# Vanilla Ninja
Vanilla Ninja was een Estse meidengroep, die in verschillende landen in Europa de hitlijsten hebben weten te halen, met name in Duitsland en Oostenrijk. 

## Geschiedenis

### Formatie en debuut
In het jaar 2002 is Vanilla Ninja gevormd als een vierledige meidenband. De formatie bestond in eerste instantie uit:
- Maarja Kivi (zang/basgitaar)
- Lenna Kuurmaa (zang/gitaar)
- Katrin Siska (zang/keyboard)
- Piret Järvis (zang/gitaar)

Alle vier bandleden zijn zangeressen, de vooraanstaande vocalist zou bij elke nummer echter verschillen, waarbij Kivi en Kuurmaa hoofdzakelijk de leidende vocalisten zouden zijn. Ten tijde van de formatie van de band werd de groep geleid door een zeer bekende Estse producer, Sven Lõhmus.
Voor de formatie van de band, begin 2002, heeft Kivi deelgenomen aan Eurolaul, de Estse voorrondes van het Eurovisiesongfestival, waarmee ze de zevende positie behaalde. Vanwege haar deelname aan Eurolaul is zij gekozen als leadzangeres, waarmee de band in een vroeg stadium al bekendheid kreeg, hoewel de andere zangeressen echter nog geen succes hadden geboekt met hun carrière. De band is samengesteld zonder dat de leden elkaar kenden.
In 2003 heeft de band deelgenomen aan Eurolaul 2003, met het nummer "Club Kung Fu". Volgens de telefonische opiniepeilingen voor de selectie bleken de groep veruit het populairst te zijn, maar dat jaar maakte Estland in zijn voorselectie enkel gebruik van een vakjury om de deelnemers te beoordelen. De jury, met voorname juryleden als Michael Ball, bleek de mening van het stemmende publiek niet te delen en plaatste de band op een gedeelde negende plaats. Hiermee behaalden de Ninja's feitelijk de laatste plaats, aangezien er tien deelnemers waren.
De deelname en populariteit van het nummer zorgde echter voor bekendheid van hun debuutalbum, Vanilla Ninja, welke is uitgebracht in mei 2003. Dit album bevatte de originele versie van Club Kung Fu, een drum and bass remix van het nummer en dertien nieuwe popnummers in het Engels en het Estisch. Het album bleek een succes te zijn in Estland en bezorgde de meiden nationale bekendheid. 

### Europese bekendheid
Na een succesvol debuut in Estland is de band bekend geworden in drie Duitstalige landen in Europa: Duitsland, Zwitserland en Oostenrijk. Vanilla Ninja heeft in deze landen niet hun debuutalbum of nummer uitgebracht, maar heeft ervoor gekozen om een nieuw nummer uit te brengen, genaamd Tough Enough. Dit was wederom een pop-rocknummer en werd in Duitsland werd uitgebracht op 8 december 2003 en later in ook Oostenrijk en Zwitserland op respectievelijk 4 januari en 8 februari 2004. Het werd een groot succes, aangezien het nummer volop werd gedraaid op de populaire Duitse videoclipzender VIVA. Het nummer behaalde een plek in de top 20 in zowel Duitsland als Oostenrijk.
Ook de debuutsingle Club Kung Fu werd met succes in Duitsland uitgebracht en daaropvolgend een derde single, genaamd Don't Go Too Fast. Dit nummer is in Duitsland en Oostenrijk op 4 en 5 april 2004 uitgebracht, maar behaalde net geen plek in de top 20 in deze landen. In Zwitserland is deze single al in maart uitgebracht, maar hier wist het geen plek in de top 100 te behalen. Opvolgend werd in juni 2004 het tweede album Traces Of Sadness uitgebracht, met daarop de nummers Tough Enough en Don't Go Too Fast. Tevens bevat dit album talrijke andere nummers, waaronder enkele bekende als When The Indians Cry en Liar.

### Succes in de hitlijsten
When The Indians Cry, de vijfde Centraal-Europese single, was het eerste langzame, balladachtige nummer van de meiden. De clip van dit nummer is tevens de eerste clip die is opgenomen met Triinu Kivilaan, waar voorgaande clips waren opgenomen met Maarja Kivi. Het bleek een hit te worden, waarbij het een achtste plaats behaalde in de Duitse hitlijsten in september 2004, een zevende plaats in de Oostenrijkse hitlijsten en een 27ste plaats in de Zwitserse hitlijsten. Met dit nummer kwam de groep in de Duitse hoofdstroom van de hitlijsten terecht en werd volop gedraaid op de Duitse videoclipzender VIVA.
Na When The Indians Cry werd het nummer Blue Tattoo uitgebracht, wat een nummer in dezelfde stijl is als het vorige uitgebrachte nummer. Hiermee bereikten de meiden wederom de Duitse top 10, de Oostenrijkse top 20 en de Zwitserse top 30.

### Het derde album
Na het succes van de single Blue Tattoo in november en december 2004 bracht de groep drie maanden niets uit om een tournee door Azië te kunnen maken. In 2004 hadden de vrouwen het ambitieuze doel "de wereld te veroveren" en de tournee hielp hierbij, aangezien deze nieuwe fans opleverde in landen als Japan, China, Maleisië en Thailand. De groep speelde tevens een rol in VIVA's Your Stars For Christmas-show in 2004, waarbij ze een herschreven versie van het nummer When The Indians Cry zongen, genaamd Light of Hope.
In maart 2005 keerde Vanilla Ninja terug naar de hitlijsten, waarbij ze het nieuwe nummer I Know uitbrachten, met een licht controversiële clip over mishandeling. De single bleek wederom succesvol, aangezien het op de 13de plaats in de hitlijsten terechtkwam in Duitsland en op de 17de plaats in Oostenrijk. Twee weken later is het derde album Blue Tattoo uitgebracht in verschillende Europese landen en was net zo succesvol als het vorige album. Het album belandde op een vierde plaats in de hitlijsten in Duitsland en tevens in Zwitserland. 

### Songfestival voor Zwitserland
Ondanks dat het succes van de groep in Zwitserland in eerste instantie niet zover in de hitlijsten wist door te dringen als in Duitsland en Oostenrijk, steeg de populariteit van Vanilla Ninja aanzienlijk bij het Zwitserse publiek. Het album Traces Of Sadness bereikte een 14e plaats in de hitlijsten, maar desondanks was het voor velen een verrassing dat Vanilla Ninja uit kwam voor Zwitserland op het Eurovisiesongfestival 2005. De Zwitserse kandidaten hadden de voorgaande jaren slechte resultaten geboekt op het Eurovisiesongfestival. Zo kregen zij in de halve finale van 2004 voor het eerst in jaren geen punten voor Piero And The Musicstars. Vandaar dat Zwitserland de vier meiden selecteerde om mee te doen aan het songfestival, vanwege hun populariteit in het land en in andere Europese landen.
De berichtgeving van dit besluit viel niet bij iedereen in goede aarde. Vooral het Estse publiek was van mening dat de groep voor hun thuisland uit moest komen, in plaats van een land waar ze in mindere mate mee verbonden waren. Ook onder het Zwitserse publiek waren protesterende mensen, aangezien geen van de bandleden in het bezit waren van de Zwitserse nationaliteit. De benoemingscommissie reageerde hierop met het argument dat het nummer geschreven was door David Brandes en daarmee over een Zwitserse tint beschikte. Ironisch genoeg beschikte Brandes weliswaar over veel Zwitserse contacten, maar is hij van oorsprong een Duitser.

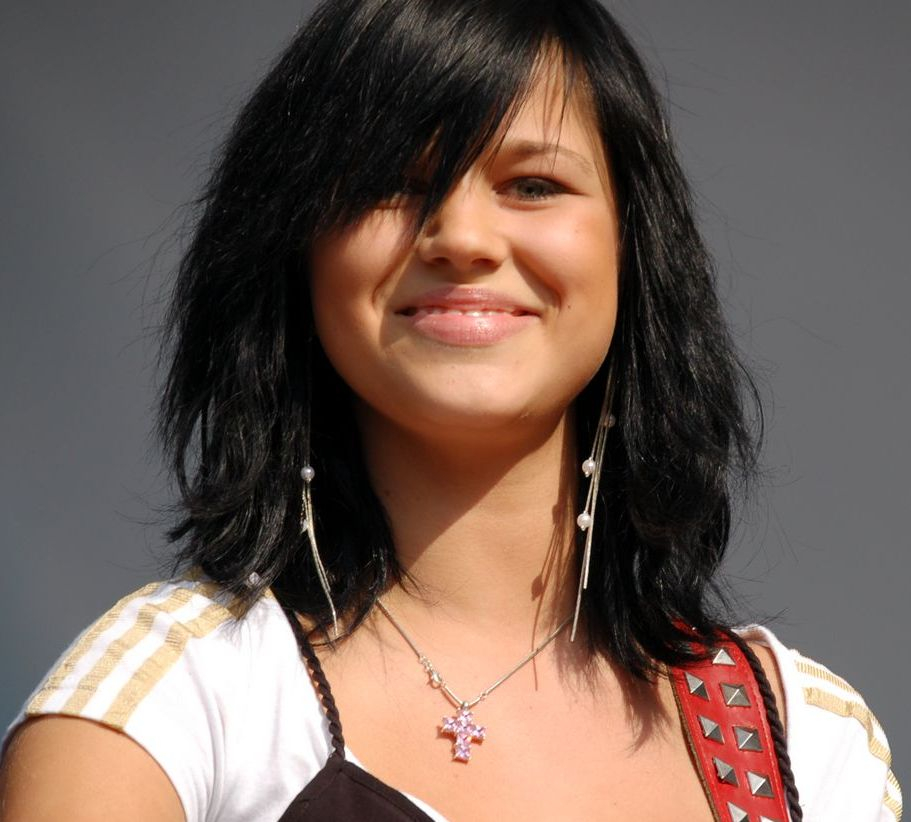
Triinu Kivilaan

Na de selectie voor het Eurovisiesongfestival maakten zij een tour door Europa, waarbij ze de single Liar hebben uitgebracht. Het nummer baande zich een weg in de hitparade in zowel Duitsland als Oostenrijk, maar presteerde slecht in Zwitserland. Ondanks de aankondigingen voor Eurovisiesongfestival 2005 behaalde de single een 43ste plaats in de Zwitserse hitlijsten. 
De deelname aan het Songfestival kwam echter in gevaar nadat Maarja Kivi de groep moest verlaten, vanwege haar zwangerschap. Zij werd vervangen door Triinu Kivilaan, die op dat moment nog maar 15 jaar oud was. De regels schreven echter voor dat deelnemers minimaal 16 jaar moesten zijn. Deze regel werd opgenomen naar aanleiding van de deelname van de 13 jaar oude Sandra Kim, winnares van het Eurovisiesongfestival van 1986. Kivilaan claimde in eerste instantie 17 jaar oud te zijn, maar de Zwitserse commissie trok dit in twijfel en ontdekte dat zij geboren was op 13 januari 1989 en dus 15 was.
Vanwege dit voorval zag het ernaar uit dat Vanilla Ninja niet voor Zwitserland uit zouden komen in 2005, maar de Zwitserse deskundigen besloten echter om de keuze niet terug te draaien, vanwege het feit dat Kivilaan nog vóór het Songfestival 16 zou worden. Aangezien het EBU voorschrijft dat een deelnemer op de dag van deelname minstens 16 jaar moet zijn, leverde dit geen gevaar op voor de deelname van Zwitserland. De nationale reglementen konden echter aangepast worden naar eigen welbevinden, waardoor de beslissing door enkelen als tactloos werd beschouwd.
Tijdens het Eurovisiesongfestival 2004 behaalde Zwitserland de laatste positie, waardoor Vanilla Ninja op 19 mei 2005 moest strijden in de halve finale van Eurovisiesongfestival 2005. Met hun nummer Cool vibes werden achtste in de halve finale, waardoor ze konden doorstoten tot de finale van 21 mei. Ondanks dat Vanilla Ninja tijdens de stemmingen een derde deel van de tijd op kop lag, begonnen ze na verloop van tijd te zakken in positie, waardoor ze uiteindelijk een achtste positie behaalden met de volle 12 punten van Estland. Het resultaat was echter het beste in jaren voor Zwitserland, waarmee het land zich automatisch kwalificeerde voor de finale van het opvolgende jaar. Desondanks was het voor de groep een teleurstelling, gezien hun favorietenrol.
Op 12 juni 2005 werd de single Cool vibes uitgebracht in Zwitserland en behaalde daar een tegenvallende zeventiende plaats in de hitlijsten. Ondanks dat het nummer de top 10 niet haalde, bleek het toch de beste single te zijn die de groep tot die tijd in Zwitserland had uitgebracht. In Duitsland behaalde het nummer een 42ste positie in de hitlijsten en in Oostenrijk een tegenvallende 70e positie.

### Vierde album en Eurolaul 2007
In december 2005 kwam Vanilla Ninja's vierde album Best of uit, een compilatiealbum. De groep was het aanvankelijk niet eens geweest met het uitbrengen, maar hun platenmaatschappij toentertijd, Bros Music, bracht het album zonder hun expliciete toestemming toch uit. Järvis vroeg de fans van Vanilla Ninja daarom om het album en de daarbij horende single Megamix niet te kopen. 
In januari 2006 maakte de groep bekend dat ook Triinu Kivilaan de band ging verlaten, vanwege te zeer afwijkende ideeën en wensen voor de toekomst. De band besloot daarop verder te gaan als trio.
De groep nam deel aan Eurolaul 2007, de Estse voorselectie voor het Eurovisiesongfestival 2007 in Helsinki. Met het nummer Birds of peace werd de groep vierde tijdens de finale van 3 februari.

## Verbod opWhen The Indians Cryin Duitsland
In 2005 werd When The Indians Cry verboden in de Duitse hitlijsten, omdat producer David Brandes beschuldigd werd van manipulatie van de hitlijsten. Brandes zou duizenden singles van zijn artiesten hebben opgekocht. Tussen die de nummers die Brandes naar verluidt zou hebben opgekocht, bevonden zich vele exemplaren van de single When The Indians Cry en het Duitse Songfestivalnummer Run And Hide van Gracia. Kort nadat Gracia werd ontslagen door haar platenmaatschappij, werden de twee artiesten (samen met Virus Incorporation) verbannen van de Duitse hitlijsten. Vanilla Ninja kwam er echter zonder kleerscheuren van af, hoewel het een tegenslag betekent voor de schrijver van When The Indians Cry. Het zou tevens kunnen betekenen dat het nummer de hoge positie in de hitlijsten behaalde door het massaal inkopen van singles door David Brandes.

## Videoclips
De band heeft videoclips gemaakt voor alle nummers die ze hebben uitgebracht, waarvan sommige populairder bleken te zijn dan andere. De eerste videoclip waarin Triinu Kivilaan verscheen was "When The Indians Cry", terwijl Maarja Kivi in de voorgaande videoclips te zien was. De clips van "When The Indians Cry", "Tough Enough" en "Blue Tattoo" bleken het meest populair te zijn, want deze werden veelvuldig gedraaid op muziekzenders. De videoclip "Cool Vibes" is de nieuwste clip en verschijnt ook regelmatig op Europese muziekzenders.
Alle uitgebrachte videoclips bleken uitermate populair bij Duitse muziek zenders, aangezien ze vooral werden gedraaid op de populaire videozender VIVA. Dit is vooral indrukwekkend aangezien de meiden getekend hebben bij "Bros Records", een onderdeel van "Sony Music", terwijl het station erom bekendstaat vooringenomen te zijn met artiesten die getekend hebben bij concurrent maatschappij "Universal Music Group".

## Discografie

### Albums
| Album met eventuele hitnotering(en) in de Nederlandse Album Top 100 | Datum van verschijnen | Datum van binnenkomst | Hoogste positie | Aantal weken | Opmerkingen |
| ------------------------------------------------------------------- | --------------------- | --------------------- | --------------- | ------------ | ----------- |
| Love Is War                                                         | 19 mei 2006           |                       | onb             |              |             |
| Best Of Vanilla Ninja                                               | 2 december 2005       |                       | onb             |              |             |
| Blue Tattoo - Limited Edition                                       | 1 augustus 2005       |                       | onb             |              |             |
| Blue Tattoo                                                         | 14 maart 2005         |                       | onb             |              |             |
| Traces Of Sadness - Limited Edition                                 | 29 november 2004      |                       | onb             |              |             |
| Traces Of Sadness                                                   | 7 juni 2004           |                       | onb             |              |             |
| Vanilla Ninja                                                       | 2003                  |                       | onb             |              |             |

### Dvd's
| DVDs                                | DVDs               | DVDs        |
| Titel                               | Verschijningsdatum | Opmerkingen |
| ----------------------------------- | ------------------ | ----------- |
| Best Of - The Video Collection      | 2 december 2005    |             |
| Traces Of Sadness - Live in Estonia | 30 augustus 2004   |             |

### Singles
| Single met eventuele hitnotering(en) in de Nederlandse Top 40 | Datum van verschijnen | Datum van binnenkomst | Hoogste positie | Aantal weken | OpmerkingenRockstarz |
| ------------------------------------------------------------- | --------------------- | --------------------- | --------------- | ------------ | -------------------- |
| "Rockstarz"                                                   | 11 augustus 2006      |                       | onb             |              |                      |
| "Dangerzone"                                                  | 21 april 2006         |                       | onb             |              |                      |
| "Megamix"                                                     | 25 november 2005      |                       | onb             |              |                      |
| "Cool Vibes"                                                  | 25 mei 2005           |                       | onb             |              |                      |
| "I Know (unplugged)"                                          | 14 maart 2005         |                       | onb             |              |                      |
| "I Know"                                                      | 28 februari 2005      |                       | onb             |              |                      |
| "Blue Tattoo"                                                 | 15 november 2004      |                       | onb             |              |                      |
| "When The Indians Cry"                                        | 23 augustus 2004      |                       | onb             |              |                      |
| "Liar"                                                        | 24 mei 2004           |                       | onb             |              |                      |
| "Don't Go Too Fast"                                           | 22 maart 2004         |                       | onb             |              |                      |
| "Tough Enough"                                                | 24 november 2003      |                       | onb             |              |                      |
| "Club Kung Fu"                                                | 2003                  |                       | onb             |              |                      |